# Grand Prix automobile de Belgique 2018
GP précédent GP suivant
Le Grand Prix automobile de Belgique 2018 (Formula 1 2018 Johnnie Walker Belgian Grand Prix) disputé le 26 août 2018 sur le Circuit de Spa-Francorchamps, est la 989e épreuve du championnat du monde de Formule 1 courue depuis 1950. Il s'agit de la 73e édition du Grand Prix de Belgique, la soixante-troisième comptant pour le championnat du monde de Formule 1 et la treizième manche du championnat 2018.
Depuis 2013, les Mercedes n'ont pas été battues en qualification sur le circuit belge ; la série se poursuit avec Lewis Hamilton, moins rapide que les Ferrari sur piste sèche lors de toutes les séances d'essais libres puis les deux premières phases des qualifications, mais qui bénéfice d'une averse inondant la piste en Q3 et d'un ultime tour rapide en pneus intermédiaires pour obtenir la 78e pole position de sa carrière, sa cinquième à Spa-Francorchamps. Sebastian Vettel, qui achève sa dernière tentative après lui, est battu de sept dixièmes de seconde. Tirant parti de ces conditions particulières, Esteban Ocon, troisième devant son coéquipier Sergio Pérez placent leurs Force India (renommées Racing Point Force India) en deuxième ligne. Sur la troisième ligne, Romain Grosjean devance Kimi Räikkönen, à court de carburant pour tenter sa chance en fin de Q3. Les Red Bull Racing de Max Verstappen et Daniel Ricciardo partent depuis la quatrième ligne.
En tête dès le début de la ligne droite de Kemmel à la sortie du raidillon de l'Eau Rouge et jusqu'au terme de la course sans jamais avoir été inquiété, Sebastian Vettel fait parler la puissance de son moteur Ferrari pour remporter sa cinquante-deuxième victoire en Formule 1, ce qui lui permet d'occuper seul la troisième place au palmarès des vainqueurs de Grand Prix, devant Alain Prost. Incapable de lui résister après avoir pris un bon départ, Lewis Hamilton roule tout du long en deuxième position tandis que Max Verstappen dépasse Sergio Pérez et Esteban Ocon pour monter sur le podium et ravir la colonie de fans orange massés dans les tribunes. Valtteri Bottas remonte du dix-septième rang sur la grille, dépassant lui aussi les deux voitures roses pour finir quatrième malgré une pénalité de cinq secondes pour avoir touché Sergey Sirotkin au départ. Force India, renommée Racing Points Force India et réinscrite au championnat du monde, marque d'entrée les dix-huit premiers points de son histoire avec les 5e et 6e places finales de ses pilotes : dans le premier tour, au freinage des Combes, quatre voitures arrivent quasiment de front, Ocon à l'intérieur tente de surprendre Vettel et Hamilton, Pérez est à l'extérieur. Le pilote français trop optimiste sort de cette courbe derrière son coéquipier et le reste jusqu'à la fin de l'épreuve. Les Haas de Romain Grosjean et Kevin Magnussen se classent septième et huitième ; Pierre Gasly, dernier pilote dans le même tour que le vainqueur, et Marcus Ericsson prennent les derniers points en jeu.    
Au départ de la course, Valtteri Bottas abîme son aileron avant en harponnant Sergey Sirotkin après un freinage raté. Dans le même temps, plus haut sur la grille, Nico Hülkenberg rate son freinage à l'épingle de la Source, percute l'arrière de la voiture de Fernando Alonso et la projette dans les airs ; elle atterrit partiellement sur le haut du cockpit et du halo de Charles Leclerc et arrache une grande partie de l'aileron arrière de la monoplace de Daniel Ricciardo. Celui-ci, déstabilisé, harponne alors Kimi Räikkönen, provoquant la crevaison de son pneumatique arrière droit et des dégâts irréparables sur son aileron arrière tandis que l'Australien détruit complètement son aileron avant. Hülkenberg, Alonso et Leclerc sont immédiatement hors-course, Räikkönen et Ricciardo continuent après un passage au stand mais les dégâts sur leurs machines provoquent leur abandon. Après quatre tours derrière la voiture de sécurité, Vettel gère parfaitement la relance et s'envole vers la victoire, 
Après treize courses, Vettel (avec 214 points) revient à 17 points d'Hamilton (231 points) au classement du championnat du monde. Kimi Räikkönen (146 points) qui n'a pas marqué, reste troisième mais Bottas (142 points) se rapproche. Verstappen (120 points) profite de l'abandon de son coéquipier Ricciardo (118 points) pour lui subtiliser la cinquième place. Mercedes (375 points) conserve la tête du championnat constructeurs devant Ferrari (360 points) ; suivent Red Bull Racing (238 points), Renault (82 points), Haas (76 points), McLaren (52 points), Scuderia Toro Rosso (30 points), Sauber (19 points). La nouvelle entité juridique Racing Point Force India F1 Team, démarre son championnat avec 18 points et laisse la dernière place à Williams (4 points).

## Contexte avant le Grand Prix
Force India Formula One Team Limited, la maison-mère de l'écurie Force India basée à Silverstone, fondée et codétenue par l'homme d'affaires indien Vijay Mallya, est placée en redressement judiciaire le 27 juillet 2018. Les finances de l'entreprise sont devenues désormais très critiques alors que, parallèlement, Mallya doit s'opposer à une extradition vers l'Inde où il serait inculpé pour blanchiment d'argent et fraude. 
Le 7 août 2018, les administrateurs judiciaires de l'écurie acceptent une offre de rachat émanant du consortium Racing Point UK Limited emmené par le multimilliardaire canadien Lawrence Stroll, l'entrepreneur canadien André Desmarais, l'homme d'affaires monégasque Jonathan Dudman, John Idol, l'homme d'affaires américain John McCaw Jr, Michael de Picciotto et Silas Chou. Otmar Szafnauer, le responsable des opérations de Force India était en faveur d'une reprise par Stroll. Les créanciers de Force India, dont le pilote Sergio Pérez et le motoriste Mercedes, sont assurés de recevoir la totalité de leur argent tandis que les 405 emplois de l'usine de Silverstone sont sauvés,. Peu après, Bob Fernley, le directeur adjoint de l'équipe est licencié, Otmar Szafnauer promu directeur sportif tandis qu'Andy Green garde le poste de directeur technique.
La veille du Grand Prix, l'écurie est plongée dans un imbriglio juridico-sportif, la vente n'étant pas entièrement bouclée. Si le consortium mené par Lawrence Stroll est désormais propriétaire des actifs (matériel et voitures), la cession de la structure juridique, nécessaire pour s'aligner en course, n'est pas effective car le consentement de treize banques indiennes créancières n'a pas été confirmé ; l'écurie pourrait se voir refuser de participer au Grand Prix. 
Le soir même, la FIA donne son accord pour l'engagement, par Lawrence Stroll, d'une nouvelle équipe dénommée Racing Point Force India F1 Team, remplaçant l'écurie Force India qui est exclue de la saison 2018 avec effet immédiat et perd la totalité de ses points au championnat constructeurs.

## Pneus disponibles
| Pneus pour piste sèche | Pneus pour piste sèche | Pneus pour piste sèche | Pneus pluie    | Pneus pluie |
| ---------------------- | ---------------------- | ---------------------- | -------------- | ----------- |
| Super tendres          | Tendres                | Médiums                | Intermédiaires | Pluie       |

## Essais libres

### Première séance, le vendredi de 11 h à 12 h 30
| Pos. | Pilote           | Voiture            | Chrono         | Écart     |
| ---- | ---------------- | ------------------ | -------------- | --------- |
| 1    | Sebastian Vettel | Ferrari            | 1 min 44 s 358 |           |
| 2    | Max Verstappen   | Red Bull-TAG Heuer | 1 min 44 s 509 | + 0 s 151 |
| 3    | Lewis Hamilton   | Mercedes           | 1 min 44 s 676 | + 0 s 318 |
| 4    | Kimi Räikkönen   | Ferrari            | 1 min 44 s 718 | + 0 s 360 |
| 5    | Valtteri Bottas  | Mercedes           | 1 min 44 s 724 | + 0 s 366 |
| 6    | Daniel Ricciardo | Red Bull-TAG Heuer | 1 min 45 s 558 | + 1 s 200 |

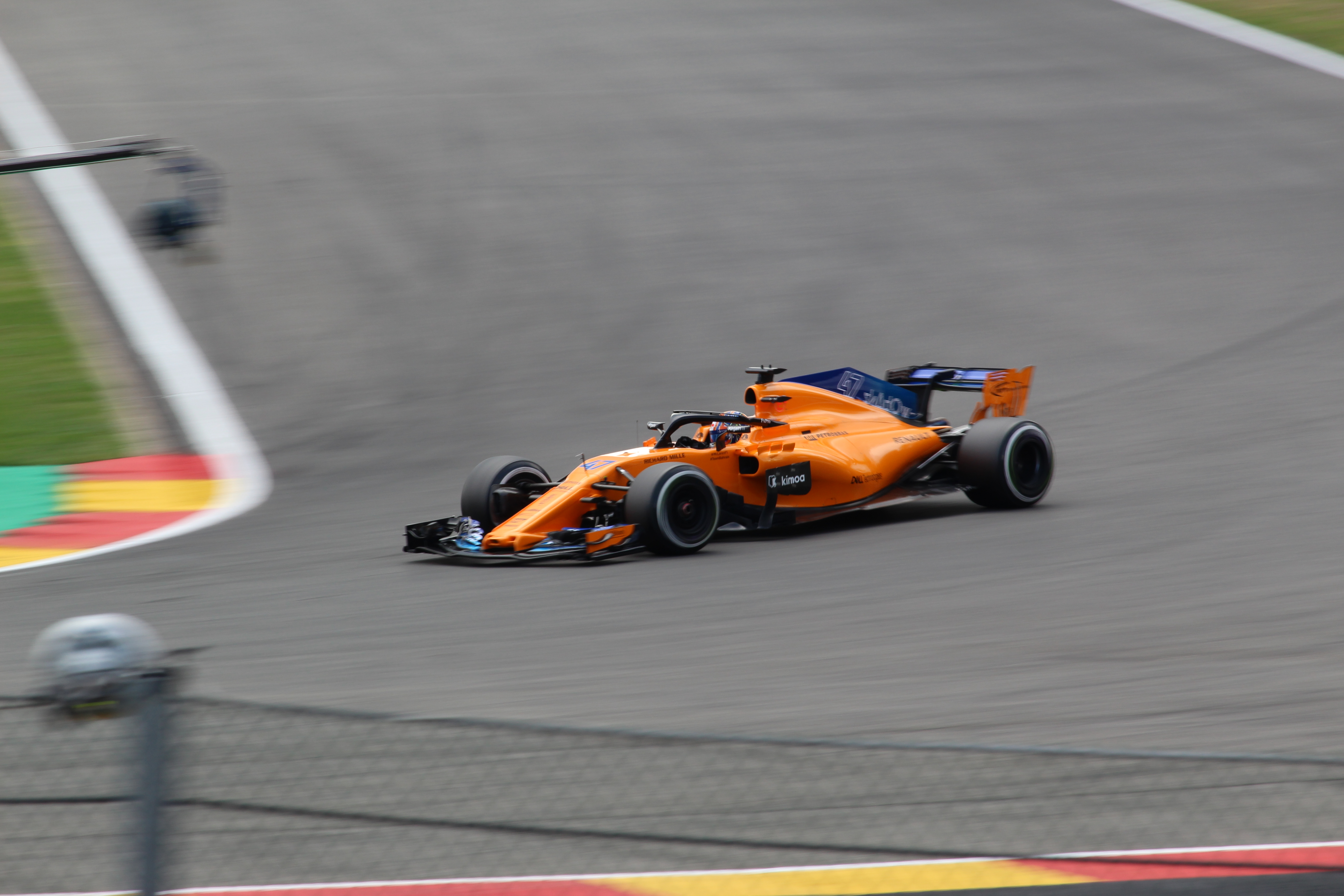
Lando Norris au Grand Prix de Belgique 2018.

- Lando Norris, pilote-essayeur chez McLaren Racing, remplace Fernando Alonso au volant de la McLaren MCL33 lors de cette séance d'essais[9].

### Deuxième séance, le vendredi de 15 h à 16 h 30

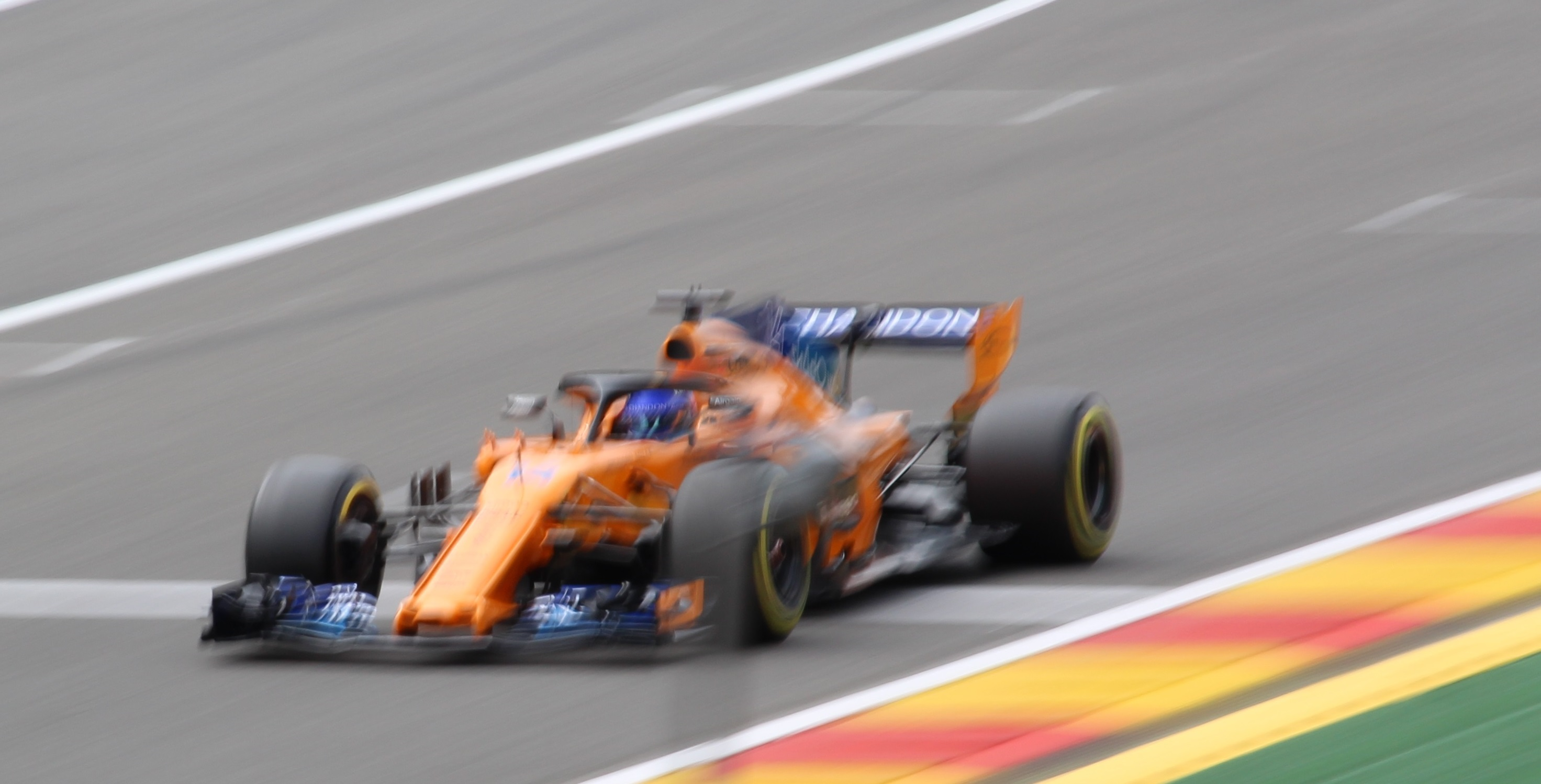
Fernando Alonso au Grand Prix de Belgique 2018.

| Pos. | Pilote           | Voiture            | Chrono         | Écart     |
| ---- | ---------------- | ------------------ | -------------- | --------- |
| 1    | Kimi Räikkönen   | Ferrari            | 1 min 43 s 355 |           |
| 2    | Lewis Hamilton   | Mercedes           | 1 min 43 s 523 | + 0 s 168 |
| 3    | Valtteri Bottas  | Mercedes           | 1 min 43 s 803 | + 0 s 448 |
| 4    | Max Verstappen   | Red Bull-TAG Heuer | 1 min 44 s 046 | + 0 s 691 |
| 5    | Sebastian Vettel | Ferrari            | 1 min 44 s 129 | + 0 s 774 |
| 6    | Daniel Ricciardo | Red Bull-TAG Heuer | 1 min 44 s 250 | + 0 s 895 |

### Troisième séance, le samedi de 12 h à 13 h
| Pos. | Pilote           | Voiture            | Chrono         | Écart     |
| ---- | ---------------- | ------------------ | -------------- | --------- |
| 1    | Sebastian Vettel | Ferrari            | 1 min 42 s 661 |           |
| 2    | Kimi Räikkönen   | Ferrari            | 1 min 42 s 724 | + 0 s 063 |
| 3    | Lewis Hamilton   | Mercedes           | 1 min 42 s 798 | + 0 s 137 |
| 4    | Valtteri Bottas  | Mercedes           | 1 min 43 s 464 | + 0 s 803 |
| 5    | Max Verstappen   | Red Bull-TAG Heuer | 1 min 44 s 048 | + 1 s 387 |
| 6    | Daniel Ricciardo | Red Bull-TAG Heuer | 1 min 44 s 479 | + 1 s 818 |

## Séance de qualifications

### Résultats des qualifications
| Pos.                                                                                      | Pilote            | Écurie                            | Qualifications 1 | Qualifications 2 | Qualifications 3 |
| ----------------------------------------------------------------------------------------- | ----------------- | --------------------------------- | ---------------- | ---------------- | ---------------- |
| 1                                                                                         | Lewis Hamilton    | Mercedes                          | 1 min 42 s 977   | 1 min 41 s 553   | 1 min 58 s 179   |
| 2                                                                                         | Sebastian Vettel  | Ferrari                           | 1 min 43 s 035   | 1 min 41 s 501   | 1 min 58 s 905   |
| 3                                                                                         | Esteban Ocon      | Racing Point Force India-Mercedes | 1 min 44 s 003   | 1 min 43 s 302   | 2 min 01 s 851   |
| 4                                                                                         | Sergio Pérez      | Racing Point Force India-Mercedes | 1 min 44 s 004   | 1 min 43 s 014   | 2 min 01 s 894   |
| 5                                                                                         | Romain Grosjean   | Haas-Ferrari                      | 1 min 43 s 597   | 1 min 43 s 042   | 2 min 02 s 122   |
| 6                                                                                         | Kimi Räikkönen    | Ferrari                           | 1 min 42 s 585   | 1 min 41 s 533   | 2 min 02 s 671   |
| 7                                                                                         | Max Verstappen    | Red Bull-TAG Heuer                | 1 min 43 s 199   | 1 min 42 s 554   | 2 min 02 s 769   |
| 8                                                                                         | Daniel Ricciardo  | Red Bull-TAG Heuer                | 1 min 43 s 604   | 1 min 43 s 126   | 2 min 02 s 939   |
| 9                                                                                         | Kevin Magnussen   | Haas-Ferrari                      | 1 min 43 s 834   | 1 min 43 s 320   | 2 min 04 s 933   |
| 10                                                                                        | Valtteri Bottas   | Mercedes                          | 1 min 42 s 805   | 1 min 42 s 191   | Pas de temps     |
| 11                                                                                        | Pierre Gasly      | Toro Rosso-Honda                  | 1 min 44 s 221   | 1 min 43 s 844   |                  |
| 12                                                                                        | Brendon Hartley   | Toro Rosso-Honda                  | 1 min 44 s 153   | 1 min 43 s 865   |                  |
| 13                                                                                        | Charles Leclerc   | Sauber-Ferrari                    | 1 min 43 s 654   | 1 min 44 s 062   |                  |
| 14                                                                                        | Marcus Ericsson   | Sauber-Ferrari                    | 1 min 43 s 846   | 1 min 44 s 301   |                  |
| 15                                                                                        | Nico Hülkenberg   | Renault                           | 1 min 44 s 145   |                  |                  |
| 16                                                                                        | Carlos Sainz Jr.  | Renault                           | 1 min 44 s 489   |                  |                  |
| 17                                                                                        | Fernando Alonso   | McLaren-Renault                   | 1 min 44 s 917   |                  |                  |
| 18                                                                                        | Sergey Sirotkin   | Williams-Mercedes                 | 1 min 44 s 998   |                  |                  |
| 19                                                                                        | Lance Stroll      | Williams-Mercedes                 | 1 min 45 s 134   |                  |                  |
| 20                                                                                        | Stoffel Vandoorne | McLaren-Renault                   | 1 min 45 s 307   |                  |                  |
| Temps minimal à réaliser pour la qualification : 1 min 49 s 766 (107 % de 1 min 42 s 585) |                   |                                   |                  |                  |                  |

- Les qualifications se déroulent sur piste sèche lors des deux premières phases. Une averse inonde la piste au début de la Q3, les meilleurs temps étant alors réalisés en pneus intermédiaires[13].

### Grille de départ
- Valtteri Bottas, auteur du dixième temps des qualifications, est pénalisé d'un recul de quinze places sur la grille de départ après les changements du moteur à combustion, du turbocompresseur, du MGU-H, du MGU-K et des batteries ; après les pénalisations de plusieurs autres concurrents, il s'élance de la dix-septième place[14].
- Nico Hülkenberg, auteur du quinzième temps des qualifications, est pénalisé d'un recul de quinze places sur la grille de départ après le changement intégral de son groupe propulseur ; après les pénalisations de plusieurs autres concurrents, il s'élance de la dix-huitième place[15].
- Carlos Sainz Jr., auteur du seizième temps des qualifications, est pénalisé d'un recul de quinze places sur la grille de départ après le changement intégral de son groupe propulseur ; après la pénalisation de Stoffel Vandoorne, il s'élance de la dix-neuvième place[16].
- Stoffel Vandoorne, auteur du vingtième et dernier temps des qualifications, est pénalisé d'un recul de soixante-cinq places sur la grille de départ après le changement de sa boîte de vitesses et un nouveau changement d’éléments de son moteur ; il s'élance de la dernière place[17].

## Course

### Classement de la course
| Pos. | no | Pilote            | Écurie                            | Tours | Temps/Abandon                           | Grille | Points |
| ---- | -- | ----------------- | --------------------------------- | ----- | --------------------------------------- | ------ | ------ |
| 1    | 5  | Sebastian Vettel  | Ferrari                           | 44    | 1 h 23 min 34 s 476 (221,157 km/h)      | 2      | 25     |
| 2    | 44 | Lewis Hamilton    | Mercedes                          | 44    | + 11 s 051                              | 1      | 18     |
| 3    | 33 | Max Verstappen    | Red Bull-TAG Heuer                | 44    | + 31 s 372                              | 7      | 15     |
| 4    | 77 | Valtteri Bottas   | Mercedes                          | 44    | + 1 min 08 s 105 (dont 5 s de pénalité) | 17     | 12     |
| 5    | 11 | Sergio Pérez      | Racing Point Force India-Mercedes | 44    | + 1 min 11 s 023                        | 4      | 10     |
| 6    | 31 | Esteban Ocon      | Racing Point Force India-Mercedes | 44    | + 1 min 19 s 520                        | 3      | 8      |
| 7    | 8  | Romain Grosjean   | Haas-Ferrari                      | 44    | + 1 min 25 s 953                        | 5      | 6      |
| 8    | 20 | Kevin Magnussen   | Haas-Ferrari                      | 44    | + 1 min 27 s 639                        | 9      | 4      |
| 9    | 10 | Pierre Gasly      | Toro Rosso-Honda                  | 44    | + 1 min 45 s 892                        | 10     | 2      |
| 10   | 9  | Marcus Ericsson   | Sauber-Ferrari                    | 43    | + 1 tour                                | 13     | 1      |
| 11   | 55 | Carlos Sainz      | Renault                           | 43    | + 1 tour                                | 19     |        |
| 12   | 35 | Sergey Sirotkin   | Williams-Mercedes                 | 43    | + 1 tour                                | 15     |        |
| 13   | 18 | Lance Stroll      | Williams-Mercedes                 | 43    | + 1 tour                                | 16     |        |
| 14   | 28 | Brendon Hartley   | Toro Rosso-Honda                  | 43    | + 1 tour                                | 11     |        |
| 15   | 2  | Stoffel Vandoorne | McLaren-Renault                   | 43    | + 1 tour                                | 20     |        |
| Abd. | 3  | Daniel Ricciardo  | Red Bull-TAG Heuer                | 28    | Dégâts multiples                        | 8      |        |
| Abd. | 7  | Kimi Räikkönen    | Ferrari                           | 8     | Casse d'aileron arrière                 | 6      |        |
| Abd. | 16 | Charles Leclerc   | Sauber-Ferrari                    | 0     | Carambolage au départ                   | 12     |        |
| Abd. | 14 | Fernando Alonso   | McLaren-Renault                   | 0     | Carambolage au départ                   | 14     |        |
| Abd. | 27 | Nico Hülkenberg   | Renault                           | 0     | Carambolage au départ                   | 18     |        |

### Pole position et record du tour
- Pole position :  Lewis Hamilton (Mercedes) en 1 min 58 s 179 (213,358 km/h)[19].
- Meilleur tour en course :  Valtteri Bottas (Mercedes) en 1 min 46 s 286 (237,232 km/h) au trente-deuxième tour[20].

### Tours en tête
- Sebastian Vettel (Ferrari) : 44 tours (1-44)[21].

## Classements généraux à l'issue de la course
| Pos. | Pilote            | Écurie                            | Points |
| ---- | ----------------- | --------------------------------- | ------ |
| 1    | Lewis Hamilton    | Mercedes                          | 231    |
| 2    | Sebastian Vettel  | Ferrari                           | 214    |
| 3    | Kimi Räikkönen    | Ferrari                           | 146    |
| 4    | Valtteri Bottas   | Mercedes                          | 144    |
| 5    | Max Verstappen    | Red Bull-TAG Heuer                | 120    |
| 6    | Daniel Ricciardo  | Red Bull-TAG Heuer                | 118    |
| 7    | Nico Hülkenberg   | Renault                           | 52     |
| 8    | Kevin Magnussen   | Haas-Ferrari                      | 49     |
| 9    | Fernando Alonso   | McLaren-Renault                   | 44     |
| 10   | Sergio Pérez      | Racing Point Force India-Mercedes | 40     |
| 11   | Esteban Ocon      | Racing Point Force India-Mercedes | 37     |
| 12   | Carlos Sainz Jr.  | Renault                           | 30     |
| 13   | Pierre Gasly      | Toro Rosso-Honda                  | 28     |
| 14   | Romain Grosjean   | Haas-Ferrari                      | 27     |
| 15   | Charles Leclerc   | Sauber-Ferrari                    | 13     |
| 16   | Stoffel Vandoorne | McLaren-Renault                   | 8      |
| 17   | Marcus Ericsson   | Sauber-Ferrari                    | 6      |
| 18   | Lance Stroll      | Williams-Mercedes                 | 4      |
| 19   | Brendon Hartley   | Toro Rosso-Honda                  | 2      |

| Pos.  | Écurie                            | Points |
| ----- | --------------------------------- | ------ |
| 1     | Mercedes                          | 375    |
| 2     | Ferrari                           | 360    |
| 3     | Red Bull-TAG Heuer                | 238    |
| 4     | Renault                           | 82     |
| 5     | Haas-Ferrari                      | 76     |
| 6     | McLaren-Renault                   | 52     |
| 7     | Toro Rosso-Honda                  | 30     |
| 8     | Sauber-Ferrari                    | 19     |
| 9     | Racing Point Force India-Mercedes | 18     |
| 10    | Williams-Mercedes                 | 4      |
| Exclu | Force India-Mercedes              | 59     |

## Statistiques
Le Grand Prix de Belgique 2018 représente :
- la 78e pole position de Lewis Hamilton, sa cinquième à Spa-Francorchamps et sa sixième de la saison[24] ;
- la 52e victoire de sa carrière pour Sebastian Vettel, sa treizième pour Ferrari, sa cinquième en 2018[25] ;
- le 15e Grand Prix mené de bout en bout par Sebastian Vettel[26] ;
- la 234e victoire pour Ferrari en tant que constructeur[27] ;
- la 235e victoire pour Ferrari en tant que motoriste[28].

Au cours de ce Grand Prix :
- Avec un cinquante-deuxième succès, Sebastian Vettel dépasse Alain Prost au palmarès des vainqueurs de Grands Prix ; il occupe le troisième rang derrière Michaël Schumacher (91 victoires) et Lewis Hamilton (67 victoires)[29] ;
- Alors que  Force India a perdu ses 59 points inscrit lors de la première partie du championnat, l'écurie Racing Point Force India qui la remplace, nouvellement engagée dans le championnat du monde, obtient ses dix-huit premiers points grâce aux résultats de Sergio Pérez cinquième et Esteban Ocon sixième[30] ;
- Sergio Pérez passe la barre des 500 points inscrits en Formule 1 (507 points inscrits)[31] ;
- Un carambolage au départ, peu avant le premier virage, provoque l'abandon de cinq pilotes[32] ;
- Sebastian Vettel est élu « Pilote du jour » à l'issue d'un vote organisé sur le site officiel de la Formule 1[33] ;
- Mika Salo (110 Grands Prix disputés entre 1994 et 2002, deux podiums et 33 points inscrits, vainqueur de la catégorie GT2 des 24 Heures du Mans en 2008 et 2009, du championnat American Le Mans Series en 2007 et des 12 Heures de Bathurst en 2014) est nommé assistant des commissaires de course pour ce Grand Prix[34].